# 连沪高速动车组列车
连沪高速动车组列车是中国铁路运行于辽宁省大连市大连北站及直辖市上海市上海虹桥站的高速动车组列车，途经辽宁省、天津市、河北省、山东省、江苏省、安徽省、上海市一市五省，客运里程2054公里。其中大连北站至上海虹桥站运行10小时22分，使用车次为G1251/1254次；上海虹桥站至大连北站运行10小时46分，使用车次为G1252/1253次。

## 历史
2013年12月28日，配合津秦高铁开通，增开大连北~上海虹桥G1251/1254、G1252/1253次列车。
2014年2月25日至2019年7月9日，G1251/1254次列车曾安排至大连站始发，但从2019年7月10日起恢复大连北站始发至今。

## 使用列车
G1251/1254、G1252/1253次列车使用配属于沈阳局集团大连北动车运用所的CRH380BG。